# Байкал (Омская область)
Байка́л — деревня в Сыропятском сельском поселении Кормиловского района Омской области. Население по состоянию на 2010 год составляет 91 человек.

## География
Уличная сеть состоит из двух географических объектов: улиц Мичурина и Пролетарская

## Население
| 2010 |
| ---- |
| 91   |

## Транспорт
Подъездная дорога на автомобильную дорогу общего пользования регионального значения Омск — Нижняя Омка — граница Новосибирской области (идентификационный номер 52 ОП РЗ К-2)